# Résidence d'étudiants de Madrid
La Résidence d'étudiants de Madrid (en espagnol : Residencia de Estudiantes) est un centre fondé en 1910 par le Comité pour le développement des études et de la recherche scientifiques (es), produit direct de la rénovation qu'avait commencée en Espagne le krausiste Francisco Giner de los Ríos en fondant en 1876 l'Institution libre d'enseignement. Dès le début, la résidence s'est voulue un complément éducatif à l'université, où se formeraient les enfants des classes dirigeantes libérales, et de 1910 à 1939, elle a été l'un des principaux centres de modernisation scientifique et éducative d'Espagne.
L'ensemble des pavillons de la Résidence a reçu le Label du patrimoine européen en 2014.

## Histoire
La Résidence d'étudiants s'établit dans un premier temps au numéro 14 de la calle Fortuny, dans un édifice austère qui n'offre que le strict minimum. Elle commence avec quinze élèves, mais rapidement, grâce à de très bonnes relations sociales qui atteignent même le roi Alphonse XIII d'Espagne, elle acquiert une certaine importance.
En 1915, elle déménage à la Colina los Chopos (nom donné par Juan Ramón Jiménez), qui devient son siège définitif. Les locaux de la calle Fortuny, désormais vacant, accueillent le pendant féminin de la Résidence d'étudiants, la Residencia de Señoritas, récemment fondée par María de Maeztu.
La Colina los Chopos constitue une série de bâtiments modernes de style néo-mudéjar qui possèdent les meilleures avancées de l'époque, avec des installations dans lesquelles la lumière et le soleil sont les protagonistes. La construction commence en 1913, grâce à un projet de l'architecte Antonio Flórez Urdapilleta (es).
Le premier directeur est Alberto Jiménez Fraud, qui est très lié à l'Institution libre d'enseignement et au Krausisme. Sous sa direction, la Résidence devient un vivier de vie en commun, de création et d'échange artistique et scientifique de l'Europe de l'Entre-deux-guerres. L'institution désigne par décret royal comme porte-paroles de son patronat Ramón Menéndez Pidal (président), Nicolás Achúcarro, Gabriel Gancedo, Juan Antonio Güell, José Ortega y Gasset, Leopoldo Palacios, Antonio Vinent y Portuondo, Pedro Sangro y Ros de Olano (es) et Juan Uña Shartou (es),.

### La première époque
Lors de cette première époque, trois personnalités importantes de la culture espagnole du XXe siècle s'y rencontrent et deviennent amis : le cinéaste Luis Buñuel, le poète Federico García Lorca et le peintre Salvador Dalí. À ceux-là ajouter José Bello Lasierra, appelé « Pepín Bello », doyen de l'institution et créateur de nombreuses idées qui seront plus tard attribuées à d'autres, le compositeur Salvador Bacarisse et le multifacétique José Moreno Villa. Une personnalité parmi les plus régulières aux réunions que le groupe organise est Rafael Alberti. Il consacre quelques pages de son autobiographie La Arboleda perdida à raconter ses expériences dans la Résidence :
« Federico seguía allí, en la Residencia, alborotando celdas y jardines. Por aquellos caminillos primaverales, susurrados de chopos, continuaba recitando su Romancero, cada año más crecido, sus canciones, cada vez más varias y ricas, pero obstinado, juglar y trovador satisfecho de su auditorio, en permanecer inédito. Allí seguían también Pepín Bello, Luis Buñuel, Dalí, Moreno Villa... y el coro « jaleador » de Federico. Era el momento de los « anáglifos », del « pedómetro », de las bromas feroces de Buñuel, de la « orden de los hermanos de Toledo ». »
— Rafael Alberti, La Arboleda perdida (tome I), 1959

« Federico était toujours là, dans la Résidence, à chahuter dans les chambres et les jardins. Par ces petits chemins de printemps, où les peupliers noirs alentour murmuraient, il continuait à réciter son romancero, chaque année plus fourni, ses chansons, chaque fois plus variées et riches, mais restait obstiné, ménestrel et troubadour satisfait de son auditoire, à demeurer inédit. Il y avait également là Pepín Bello, Luis Buñuel, Dalí, Moreno Villa... et le chœur tapageur de Federico. C'était l'époque des « anáglifos », du « pedómetro », des blagues féroces de Buñuel, de l'« ordre des frères de Tolède ». »
— La Arboleda perdida (tome I), 1959
Le poète Jorge Guillén fut résident lors de cette première époque et Juan Ramón Jiménez l'un de ses plus réguliers invités. Le scientifique Severo Ochoa fut également résident, tout comme d'autres intellectuels de ces années-là : Miguel de Unamuno, Alfonso Reyes Ochoa, Manuel de Falla, José Ortega y Gasset, Pedro Salinas, Blas Cabrera, Eugenio d'Ors, Manuel Altolaguirre et bien d'autres.
Les concerts abondaient dans la Résidence et dans un de ses salons, aujourd'hui converti en salle de conférences, on peut encore voir le piano à queue sur lequel jouait habituellement Federico García Lorca. Le poète Gerardo Diego, qui allait aussi devenir critique musical, assiste très régulièrement à ces veillées musicales, qui ont lieu un jour fixe de la semaine. La compagnie théâtrale La Barraca répète régulièrement dans l'auditorium et fait plusieurs représentations.
Il y a, dans la résidence d'étudiants, une bibliothèque importante, ainsi que des cours de langues gratuits et plusieurs laboratoires de science expérimentale, dans lesquels travaillent des personnalités comme Severo Ochoa, Juan Negrín, Blas Cabrera, Antonio Madinaveitia, Luis Calandre (es), le linguiste Tomás Navarro Tomás, et le médecin Francisco Jimenez Garcia.
Les installations, le menu, la « discipline » suggérée mais jamais imposée, ainsi que la liberté dont jouissent les résidents font l'admiration de toute personne qui la visite. Des personnalités intellectuelles de premier ordre sont souvent invitées à déjeuner, à donner des conférences, à intervenir dans des débats ou à organiser des expositions.
Dans le salon de conférences passent les plus hautes personnalités de la culture espagnole et étrangère. Alberto Jiménez convainc Henri Bergson de parler aux résidents. Plus tard, visitèrent la Résidence Albert Einstein, Louis Aragon, Howard Carter, Gilbert Keith Chesterton, Paul Valéry, Marie Curie, Igor Stravinsky, Paul Claudel, Wolfgang Köhler, Louis de Broglie, Herbert George Wells, Max Jacob, Le Corbusier, Keynes... Furent également résidents Julián Besteiro, Santiago Ramón y Cajal, Manuel de Falla, Unamuno, Eugenio d'Ors, Federico de Onís, Valle-Inclán, Manuel Machado, León Felipe, Luis Zulueta y Escolano et bien d'autres encore.

### La Guerre civile
Voir aussi Bataille de la Cité Universitaire de Madrid.

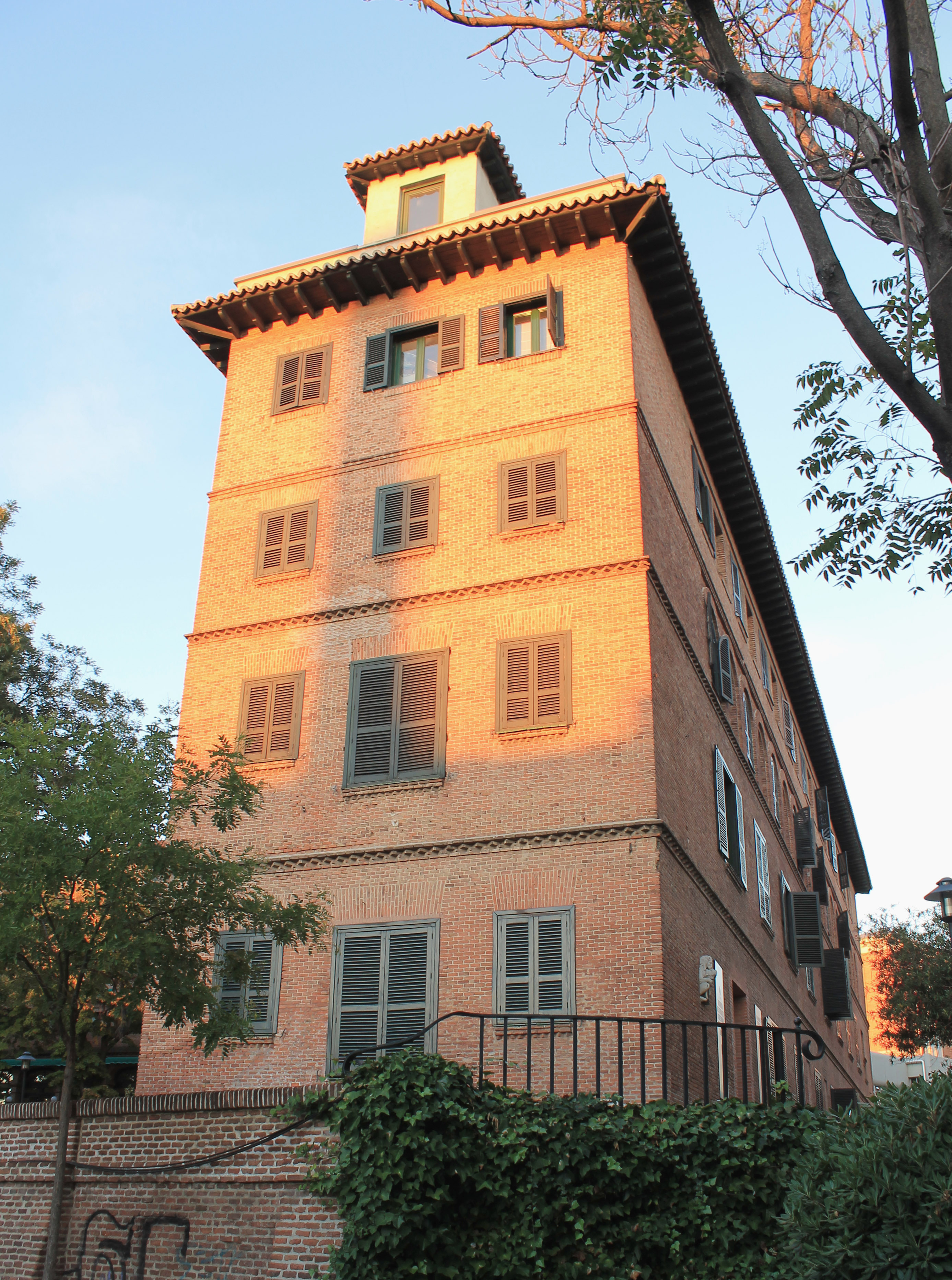
Vue du bâtiment définitif sur la Colina de los Chopos.

Avant la guerre civile espagnole de 1936, un nouveau bâtiment fut envisagé et a commencé à être construit pour la Résidence d'étudiants dans la Cité universitaire de Madrid (es), selon le projet de Luis Lacasa Navarro (es). Les travaux furent interrompus avant son inauguration, à cause du siège de Madrid qui donna lieu dans cette zone à l'un des fronts les plus actifs. À la fin de la guerre et après la condamnation à déshabilitation perpétuelle de l'architecte Luis Lacasa par le régime, les travaux furent confiés à l’architecte Javier Barroso (es). Une fois les travaux terminés, en 1943, une résidence pour étudiants universitaires du nom de Colegio Mayor Ximénez de Cisneros fut inaugurée dans ses locaux sous la direction de Pedro Laín Entralgo (es). Un peu plus tard, le colegio mayor se divisa en plusieurs autres: le Colegio Mayor Antonio de Nebrija, le Colegio Mayor Diego de Covarrubias et le Colegio Cisneros.
À partir du 18 juillet 1936, commença la guerre civile. Commencèrent alors à Madrid les exécutions sommaires menées par les diverses milices socialistes, communistes et anarchistes qui imposèrent un climat de terreur dans la capitale. Beaucoup de ces exécutions avaient lieu dans la zone appelée Altos del Hipódromo, justement adossée à la Résidence, parce que c'était un terrain propice à leurs actes du fait de son manque d'urbanisation et que les cadavres pouvaient être vus à l'aube depuis les propres fenêtres de la Résidence. Par ailleurs, depuis le jour même du début de la guerre, le personnel domestique de la Résidence, faisant majoritairement partie des syndicats politiques de gauche, devint hostile au professorat. Face à tout cela et au siège de la capitale par les troupes franquistes, eut lieu une évacuation accélérée des étudiants étrangers, et plusieurs professeurs ou proches de l'institution, comme José Castillejo, Américo Castro, Juan Ramón Jiménez fuirent de Madrid (et d'Espagne).
Avec la guerre civile, les activités de la Résidence d'étudiants terminèrent brutalement, aussitôt que s'acheva l'« âge d'argent des lettres et des sciences espagnoles (es) ». Pendant le conflit et comme recours pour sauver le bâtiment et sa magnifique bibliothèque, celui-ci fut offert comme siège d'un hôpital, puis successivement d'un orphelinat et d'une caserne de gendarmes, qui en effet se logèrent là-bas un certain temps.
Avec l'instauration de la dictature de Francisco Franco, une bonne partie des résidents et des professeurs (ainsi que son directeur Alberto Jiménez Fraud) furent forcés à l'exil à l'étranger ou mis au silence dans un exil intérieur. À partir de 1939, le Conseil pour l'Ampliation des Études et la majeure partie des installations de la Colina de los Chopos passèrent sous la tutelle du Conseil supérieur de la recherche scientifique (CSIC). Sur l'auditorium de la Résidence fut érigée l'église de l'Esprit Saint, œuvre de Miguel Fisac, confiée aux soins des prêtres de l'Opus Dei. En 1943 furent transférés les 16 000 livres de la bibliothèque de l'ancienne Résidence d'étudiants au nouvellement créé Colegio Mayor Ximénez de Cisneros, dans l'Université de Madrid, actuellement Universidad Complutense. Le lieu où étaient cachés les livres fut inconnu jusqu'en 2010, quand le directeur du colegio mayor, le professeur José Luis González Llavona, parvint à sauver et cataloguer 2 301 volumes.

### La seconde époque
Lors des dernières décennies du XXe siècle, fut entreprise la restauration intégrale de la Résidence, avec pour projet de récupérer le vieil esprit et les activités pour lesquelles les installations furent élaborées. La récupération architecturale fut menée par les architectes Estanislao Pérez Pita (es) et Jerónimo Junquera. La deuxième époque s'ouvrit alors en l'an 1986.
La Résidence d'étudiants est à l'heure actuelle une fondation privée, créée par le CSIC, et dont le Comité de Direction, présidé par la Ministre des Sciences et de l'Innovation et le Ministère de l'Éducation et formé par le Ministère des Affaires Extérieures et de Coopération, le Ministère de l'Industrie, du Tourisme et du Commerce, le Ministère de la Culture, le CSIC, le Conseil Supérieur des Sports, la Communauté de Madrid, la Mairie de Madrid, le Conseil d'Andalousie, le Gouvernement d'Aragon, Caja Madrid, BBVA, Telefónica, la Fondation Carolina, la Fondation Cajasol et les Amis de la Résidence d'Étudiants.
Actuellement, elle se consacre à la récupération de la mémoire historique de l'« Âge d'argent » de la culture espagnole (1868-1936) par le biais de la célébration d'actes publics et d'expositions, ainsi qu'au sauvetage documentaire de son Centre de Documentation. Celui-ci dispose d'importants fonds bibliographiques et documentaires, principalement du premier tiers du XXe siècle, en particulier les archives personnelles de Federico García Lorca, Luis Cernuda, Jesús Bal y Gay, Fernando de los Ríos ou León Sánchez Cuesta, et des institutions comme le Conseil pour l'Ampliation des Études ou le Musée Pédagogique National (es).
En 1994, la fondation de la Résidence d'étudiants reçoit la Médaille d'or du mérite des beaux-arts par le Ministère de l'Éducation, de la Culture et des Sports. L'ensemble des pavillons de la Résidence a reçu le Label du patrimoine européen en 2014.

## Travail éditorial

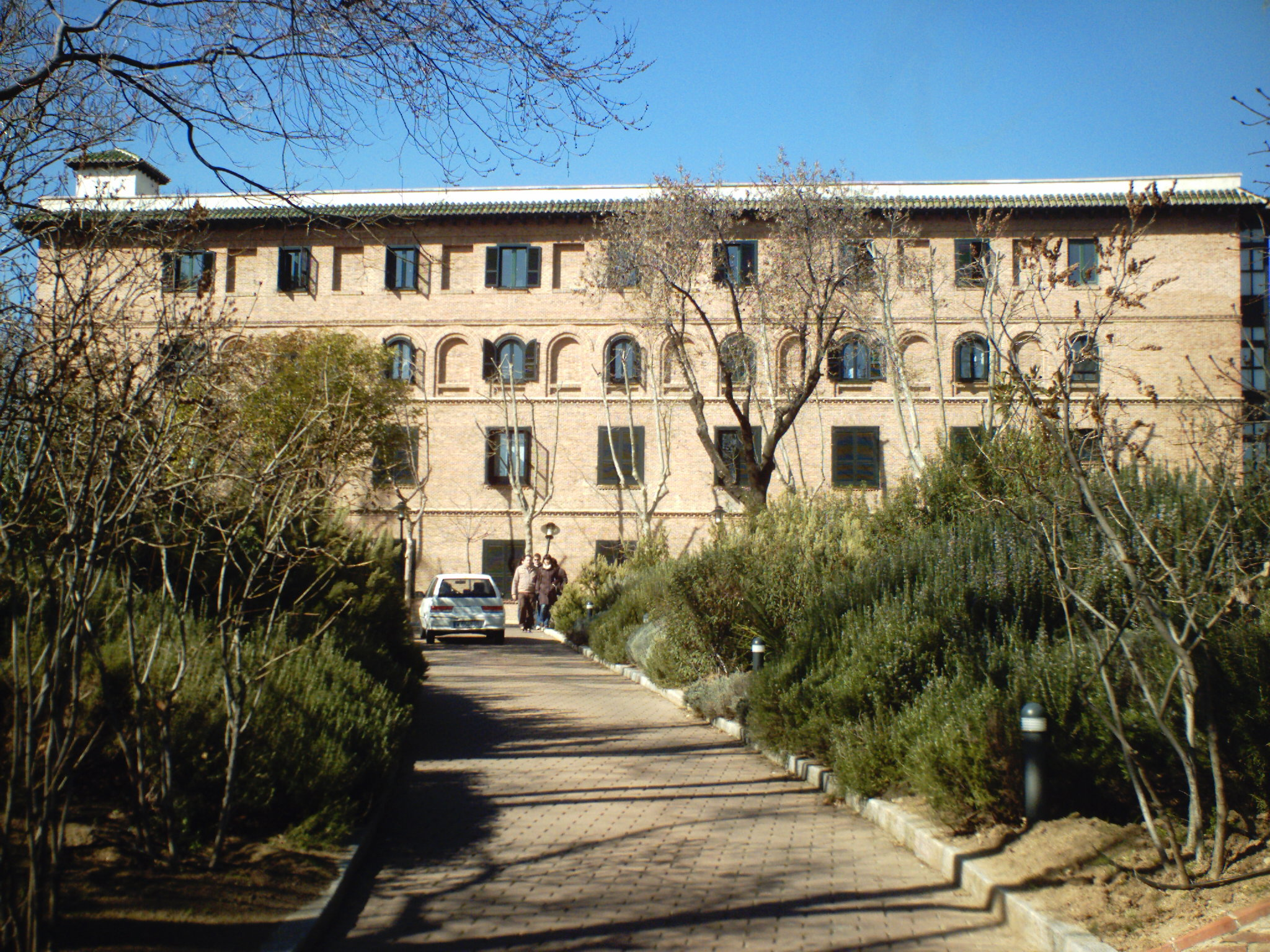
L'un des pavillons destinés à la résidence des étudiants, visible dès qu'on pénètre dans l’enceinte de la Résidence.

La résidence exerça également une fonction de maison d'édition. En effet apparurent entre ses murs les Meditaciones del Quijote, de Ortega y Gasset en 1914, les Ensayos, de Miguel de Unamuno et les remarquables œuvres de Azorín, Cambó, González Hontoria, les Poesías completas d'Antonio Machado et sous la direction de Juan Ramón Jiménez en 1917, Eugenio d'Ors, Federico de Onís, Emilia Pardo Bazán et Antonio de Zulueta.
De 1926 à 1934 est publiée la revue Residencia, reproduite en fac-similé par le CSIC en 1987.
En 1990, la résidence récupère sa maison d'édition, avec laquelle elle publie les résultats de son travail d'investigation et certains de ses cours, des lectures de poèmes (en édition de livre plus CD) ou encore des cycles de conférences.

## Actuellement
La résidence organise de nombreux actes publics lors desquels interviennent beaucoup des protagonistes actuels des arts et des sciences comme Mario Vargas Llosa, Pierre Boulez, Martinus Veltman, Ramon Margalef, Jacques Derrida, Blanca Varela (es) ou Massimo Cacciari, entre autres. Des conférences, des réunions, des concerts, des lectures de poèmes, des rencontres ou des expositions convertissent la Résidence en un espace ouvert au débat, à la réflexion critique et à la création autour des tendances de l'époque.
Depuis 1988, la mairie de Madrid et la résidence d'étudiants proposent des bourses de séjour à la résidence ; ces bourses sont destinées aussi bien aux étudiants de troisième cycle qu'aux créateurs et artistes. La présence des boursiers et des jeunes générations donne vie à la résidence, où ils interviennent en tant que véhicule de continuité et d'hospitalité avec les résidents de court terme. Parmi les boursiers on a pu noter la présence de jeunes artistes de prestige comme Mercedes Cebrián, Andrés Barba (es), Ariadna G. García (es), Miriam Reyes (es), David Mayor, Miguel Álvarez-Fernández ou Joaquín Pérez Azaústre (es).